# Patroni Griffi
I Patroni Griffi è una nobile famiglia napoletana e pugliese.

## Storia
Nata nel XVI secolo dall'unione della famiglia Patroni di Trani nota sin dal XV secolo, secondo alcuni studiosi di lontane origini toscane, con la famiglia Griffi di Napoli, ma con origini bizantine.
Il cognome "Griffi" fu aggiunto a quello "Patroni" a seguito del matrimonio, con obbligo di unire armi e titoli, tra Giovanni Patroni e donna Angiola, figlia di Giovan Francesco Griffi, ultima del ramo primogenito dei Griffi, patrizi di Napoli, con proprio seggio.
Andrea Patroni, conte di San Lauro, capitano vicario di Luigi I d'Angiò nella spedizione d'Italia, conquistò Corato, che così ricevette in feudo con il Castello di San Magno.
Teodosio Griffi, Capitano generale dell'Imperatore Costantino VI, ne sposò la sorella Irenea.
Ligorio, nel 1314, fu nominato Viceré della Basilicata.
I Patroni Griffi essendo conti di Calvi, oggi Calvi Risorta, portarono a Gaeta le reliquie di San Casto, che sono ancora nella Cattedrale dei Santi Erasmo e Marciano e di Santa Maria Assunta.
Circa le origini della famiglia, le prime informazioni si riferiscono a Teodosio Griffi, Capitano Generale dell’Imperatore Costantino, figlio dell’Imperatore Leone che nel 743 sposò la nipote stessa di Costantino, di nome Irenea. Da Teodosio nacque il primo Emmanuele e da questi il primo Agesilao, che ebbe per figlio il secondo Emmanuele, Capitano Generale di mare dell’Imperatore Lucifero, nella guerra contro Roberto il Guiscardo, del 1075.
Da questi nacque il secondo Agesilao, il quale procreò il terzo Emmanuele, anch’egli Generale di mare dell’Imperatore di Costantinopoli.
Il primo di questa famiglia venuto in Italia fu Andreotto, capitano di Federico Barbarossa, che conquistò all’Imperatore molte vittorie, onde, per il gran sangue nemico che egli aveva, sparso, volle Federico che fosse sua arma un grifo vermiglio in campo d’argento.
Questa famiglia divenne in breve potentissima in Napoli tanto che, in seguito, ebbe un seggio a parte, detto appunto Seggio de’ Griffi.
Nell’assedio di Napoli ad opera dell’Imperatore Corrado, la gente dei Griffi oppose una resistenza feroce per cui, caduta la Città, fu spogliata di tutti i suoi beni e di tutti i suoi fendi, sì da essere costretta ad abbandonarla riparando a Benevento ed a Pisa.
Ma dopo pochi anni ritornarono a Napoli e riconquistarono interamente l’antico fastigio.
Fra i monumenti di questa famiglia vi sono in Napoli la Cappella dei Griffi a Rua Catalana e in Benevento le Cappelle nelle Chiese di San Francesco, S. Domenico e del Carmine.
I feudi della famiglia Griffi furono 26, dei quali i principali furono le baronie di Alano, Calvi, Cucoli, Cuma, Faivano, Reggiale, S. Barbato, ecc.
Nell’anno 1368 vestì l’abito di Malta.
L’ultimo discendente del ramo primogenito di tale nobile stirpe fu Marino Antonio Griffi il quale, vedendosi avanzato negli anni e mancante di discendenza maschile, istituì erede, come innanzi si è detto, la sorella Angela, chiamando al godimento dei suoi beni e dei suoi privilegi la di lei discendenza.
Non meno antiche e gloriose sono le origini della famiglia Patroni. Oriunda toscana, il primo a recarsi in Puglia fu Andrea, figlio di Cristofaro, II della stirpe del Maltraversi, Conte di S. Lauro. Questi, insieme a messer Lorenzo degli Acciaiuoli ed altri capitani fiorentini, mosse alla difesa degli Angioini contro gli ungheresi ed Andrea Patroni si distinse nell’assedio che Corato subì il 1347. Ludovico d’Angiò, Principe di Taranto, assegnò in feudo al capitano Andrea Patroni la Città di Corato e questi vi fissò la sua stabile dimora, sposando la marchesa Maddalena Robustelli di Limosano.
Fu suo figlio Giovanni Patroni il quale, avendo combattuto nelle ultime Crociate, aggiunse allo stemma di famiglia, raffigurato da uno scudo con un braccio d’argento in campo rosso, sostenente un’ancora su marina azzurra, la bianca Croce che aveva sul manto e sul petto, con la leggenda: traiectans syrtes ancora mihi iacta est.
Questo Giovanni Patroni fu l’avo del suo omonimo che nel 1530 sposò Angelella Griffi.
Dal 1530 in poi la famiglia Patroni de’ Griffi tenne per arma uno scudo partito, adagiato sulla bianca Croce di Malta, nel quale vi è, a sinistra, il braccio che sostiene l’ancora d’argento sul mare ed a destra il grifo vermiglio rampante in campo d’argento.
Questa famiglia ha vissuto in Puglia ed a Napoli, ove ha sempre serbato altissimo il prestigio del suo casato.
Alla fine del 500, nel feudo di Calvi, visse Casto Patroni, che, per la sua vita di penitenza e di bontà, fu elevato agli onori dell’altare e divenne il Santo Patrono della città di Calvi (cfr. Inscriptionum di Giovanni Grutero, ed. 1601, n. 556).
Nel 1700 visse il venerabile Filippo Patroni de’ Griffi, missionario, il quale, ritiratosi in Deliceto, morì in concetto di santità ed operò vari miracoli per cui fu iniziato il processo di santificazione.
Ebbe vari Cavalieri di Malta, l’ultimo dei quali fu il Barone di Faivano, Giuseppe Patroni-Griffi, morto a Corato nel 1902. Questi fu anche Sindaco della città e Deputato al Parlamento; il suo nome è legato a varie opere pubbliche tuttora esistenti in Corato, quali la prima fognatura, il Palazzo Municipale, il Teatro Comunale ed il mercato coperto, primo in Terra di Puglia.
Furono suoi figli Felice, Cavaliere del Lavoro, Antonio e Nicola.
Felice, trasferitosi a Napoli, decedette nel 1925, ed ebbe per figli Giuseppe e Veneranda; Nicola decedette in Corato il 1934 senza discendenza; Antonio si trasferì a  Bari con i figli Giuseppe, Guido, Ugo e Veneranda. In Corato vivevano i figli di Benedetto Patroni-Griffi, fratello del Barone di Faivano, i figli di Giuseppe ed i figli di Michele Patroni-Griffi, cugini del Barone di Faivano.
Figlio di Ugo è stato Antonio, avvocato e ordinario di diritto commerciale universitario, preside della Luiss (1932 - 2000). 
La famiglia Patroni-Griffi è imparentata con le famiglie Azzariti, Capace-Minutolo, Caputi-Jambrenghi, Codignac, de Gemmis, Gioia e Granito di Belmonte.

## Proprietà
Tra i palazzi appartenuti, soprattutto in Puglia e Campania, a conti e baroni Patroni Griffi si ricordano il Palazzo delle "pietre pizzute" di Corato (in provincia di Bari) e il castello di San Barbato (in provincia di Avellino).

## Nomi celebri
Nel 1860 Filippo Patroni Griffi, conte di Calvi, era uno dei decurioni della città di Napoli, poi rimosso insieme ad altri da Giuseppe Garibaldi. Rimase fedele a Francesco II delle Due Sicilie, che seguì a Gaeta e poi in esilio a Roma. Altro Filippo Patroni Griffi (1769-1831), redentorista, quattro volte nominato vescovo, si è dedicato a vita di carità.
Deputato "progressista" del Parlamento regio e sindaco di Corato, che fece costruire l'allora più grande teatro della Puglia, fu il barone di Faivano Giuseppe Patroni Griffi.
In epoca contemporanea, tra i discendenti della famiglia, si ricordano il commediografo Giuseppe Patroni Griffi e Filippo Patroni Griffi, ministro del governo Monti, Sottosegretario alla Presidenza del Consiglio dei ministri nel governo Letta e giudice della Corte Costituzionale , i docenti universitari Andrea Patroni Griffi, costituzionalista e direttore del Centro interuniversitario di ricerca bioetica,  Ugo Patroni Griffi, Ordinario di diritto commerciale nell'Università Aldo Moro di Bari e docente Luiss, console onorario di Svizzera e osservatore permanente SMOM presso l'Unidroit, già presidente dell'Autorità di sistema portuale del Mare Adriatico Meridionale, dell'Ente Fiera del Levante, e delle società Amgas e Bari Multiservizi, l'avvocato Leonardo Patroni Griffi presidente della Banca Popolare di Puglia e Basilicata.

## Stemma
Lo stemma: il primo partito è di colore rosso in cui un braccio d'argento sostiene un'ancora d'argento uscente dal mare azzurro (Patroni); il secondo partito è d'argento con un grifone rosso (Griffi). Il motto è: Trajecta syrte ancora jacta mihi est.